# Alfred de Tarde
Jean Bertrand Alfred de Tarde, född 20 april 1880 i Sarlat-la-Canéda, död 3 april 1925 i La Roque-Gageac, var en fransk borgmästare, författare, ekonom och journalist.
Han var son till sociologen Gabriel Tarde.